# (5157) Hindemith
(5157) Hindemith est un astéroïde de la ceinture principale.

## Description
(5157) Hindemith est un astéroïde de la ceinture principale. Il fut découvert le 27 octobre 1973 à Tautenburg par Freimut Börngen. Il présente une orbite caractérisée par un demi-grand axe de 3,21 UA, une excentricité de 0,15 et une inclinaison de 0,2° par rapport à l'écliptique.
Cet astéroïde est nommé en l'honneur du compositeur allemand Paul Hindemith (1895-1963).

## Compléments